# Mercedes Sosa, como un pájaro libre
Mercedes Sosa, como un pájaro libre es una película documental de Argentina filmada en Eastmancolor dirigida por Ricardo Wullicher sobre el guion de Miguel Briante que se estrenó el 6 de octubre de 1983 y tuvo como actores principales a Mercedes Sosa, Charly García, León Gieco y Ariel Ramírez.

## Sinopsis
El recital de Mercedes Sosa a su regreso del exilio en el que fue acompañada por artistas de renombre y una entrevista a la artista en la que relata la historia de su vida desde su infancia hasta los años en que sufrió la censura, la persecución y el exilio.

## Reparto
Participaron del filme:
- Mercedes Sosa …Ella misma
- Charly García …Él mismo
- León Gieco …Él mismo
- Ariel Ramírez …Él mismo
- Antonio Tarragó Ros …Él mismo
- Domingo Cura …Él mismo
- Piero …Él mismo
- Oscar Alem
- Nicolás Brizuela
- José Luis Castiñeira de Dios
- Oscar Espinosa

## Comentarios
Karina Micheletto  en Página 12 escribió:

« El documental … abre y cierra con la emoción de aquella cancha de Ferro repleta, colmada por un público mayoritariamente joven que canta, baila, salta, grita, como si frente a ellos estuviera pasando otra cosa, además de un concierto. Así era, efectivamente: la dictadura agonizaba, pero aún era una existencia concreta. Entre el público, y en los testimonios de la misma Mercedes, aparecen palabras que resuenan con peso específico: libertad, democracia, desaparecidos…. Mercedes, en ese contexto, resulta un símbolo poderoso. Una bandera.»